# Chevrières (Isère)
Chevrières é uma comuna francesa na região administrativa de Auvérnia-Ródano-Alpes, no departamento de Isère. Estende-se por uma área de 16,62 km². Em 2010 a comuna tinha 739 habitantes (densidade: 44,5 hab./km²).